# Аквапорин-4
AQP4 (англ. Aquaporin 4) – білок, який кодується однойменним геном, розташованим у людей на короткому плечі 18-ї хромосоми. Довжина поліпептидного ланцюга білка становить 323 амінокислот, а молекулярна маса — 34 830.
| 10         |  | 20         |  | 30         |  | 40         |  | 50         |
| ---------- |  | ---------- |  | ---------- |  | ---------- |  | ---------- |
| MSDRPTARRW |  | GKCGPLCTRE |  | NIMVAFKGVW |  | TQAFWKAVTA |  | EFLAMLIFVL |
| LSLGSTINWG |  | GTEKPLPVDM |  | VLISLCFGLS |  | IATMVQCFGH |  | ISGGHINPAV |
| TVAMVCTRKI |  | SIAKSVFYIA |  | AQCLGAIIGA |  | GILYLVTPPS |  | VVGGLGVTMV |
| HGNLTAGHGL |  | LVELIITFQL |  | VFTIFASCDS |  | KRTDVTGSIA |  | LAIGFSVAIG |
| HLFAINYTGA |  | SMNPARSFGP |  | AVIMGNWENH |  | WIYWVGPIIG |  | AVLAGGLYEY |
| VFCPDVEFKR |  | RFKEAFSKAA |  | QQTKGSYMEV |  | EDNRSQVETD |  | DLILKPGVVH |
| VIDVDRGEEK |  | KGKDQSGEVL |  | SSV        |  |            |  |            |

A: Аланін

C: Цистеїн

D: Аспарагінова кислота

E: Глутамінова кислота

F: Фенілаланін

G: Гліцин

H: Гістидин

I: Ізолейцин

K: Лізин

L: Лейцин

M: Метіонін

N: Аспарагін

P: Пролін

Q: Глутамін

R: Аргінін

S: Серин

T: Треонін

V: Валін

W: Триптофан

Кодований геном білок за функцією належить до фосфопротеїнів. 
Задіяний у таких біологічних процесах, як транспорт, альтернативний сплайсинг. 
Локалізований у мембрані.